# Johann Hermann Becker (Theologe)
Johann Hermann Becker, eigentlich Hermann Becker (* 10. Dezember 1700 in Rostock; † 7. April 1759 in Lübeck) war ein deutscher lutherischer Theologe.

## Leben
(Johann) Hermann Becker stammte aus der auf Hermann Becker zurückgehenden Rostocker Gelehrtenfamilie Becker. Er war der Sohn von Heinrich Becker (1662–1720) und dessen Frau Christine Margarete, geborene Schomer. Der Mathematiker und Theologe Peter Becker war sein Onkel; Heinrich Becker sein Bruder. Johann Hermann Becker studierte an der Universität Rostock und wurde 1721 Magister. Anschließend war er als Privatdozent tätig. 1734 wurde er Archidiakon an der Marienkirche in Rostock. 1744 berechnete er eine neue Kalenderscheibe für die Astronomische Uhr der Marienkirche, die dann von 1745 bis 1877 in Gebrauch war.  1747 erhielt er einen Lehrstuhl für Theologie an der Universität Greifswald, womit das Amt des Pastors an der dortigen St.-Jacobi-Kirche verbunden war. Im gleichen Jahr wurde er zum Doktor der Theologie promoviert. 1749 wurde er Assessor am Greifswalder Konsistorium. 1751 ging er nach Lübeck, wo er bis an sein Lebensende Pastor an der Marienkirche war.
Er war in erster Ehe seit 1729 mit Johanna Magdalena Möller (1707–1746) und in zweiter Ehe seit 1747 mit Gertrud Emerentia Engelbrecht († 1777) verheiratet. Sein Sohn Heinrich Valentin Becker (1732–1796) war Theologe und Mathematiker. Weitere Söhne waren Peter Hermann Becker und Johann Rudolph Becker.
Johann Henrich von Seelen und Balthasar Münter schrieben ihm Gedächtnisschriften.
Sein hölzernes Epitaph an der Nordwestseite des zweiten nördlichen Chorpfeilers der Marienkirche zeigte zwischen zwei trauernden Putten eine Rokokokartusche mit gedrängter Inschrift und darunter sein Wappen. Es verbrannte beim Luftangriff auf Lübeck am Palmsonntag 1942.